# Západní blok

Mapa Evropy z období studené války s modře označenými státy Západního bloku

Západní blok (zkráceně Západ) bylo během studené války (1947–1991) označení pro státy vedené USA. Proti nim stál Východní blok (zkráceně Východ), který byl veden SSSR.  V Evropě byly fyzicky odděleny železnou oponou. Mezi Západem a Východem vládlo neustálé napětí. Tyto dva bloky tak vytvářely nepřátelský bipolární mezinárodní systém.
Součástí Západního bloku byly  hlavně členské státy NATO. Patřily sem Spojené státy americké, Kanada, Velká Británie, Francie, Itálie, později Západní Německo a další  demokratické kapitalistické státy Evropy.
Součástí Východního bloku byly socialistické státy, kde vládl totalitní komunistický režim. Patřily mezi ně podle abecedy Albánie (jen do roku 1956), Bulharsko, Československo, Maďarsko, Polsko, Rumunsko, Sovětský svaz a Východní Německo.
Ve studené válce byly neutrální Rakousko, Švýcarsko nebo Finsko. Po boku demokratických zemí proti komunismu stálo Frankistické Španělsko díky nastolení diktátorského fašistickému režimu, který vedl generál Franco. Podobně tomu bylo i v Portugalsku (Salazar) nebo v Řecku, kde vládla vojenská junta (dříve Metaxas).
Na území Západního bloku byly státy s tržním hospodářstvím, respektive kapitalismem, tím jejich prosperita rostla (blíže například vývoj HDP na hlavu nebo HDI). Pro Východní blok bylo charakteristické plánované hospodářství, neboť veškerá výroba byla plánován z centra. Tím byl růst ekonomiky značně zpomalen.

## Název a význam

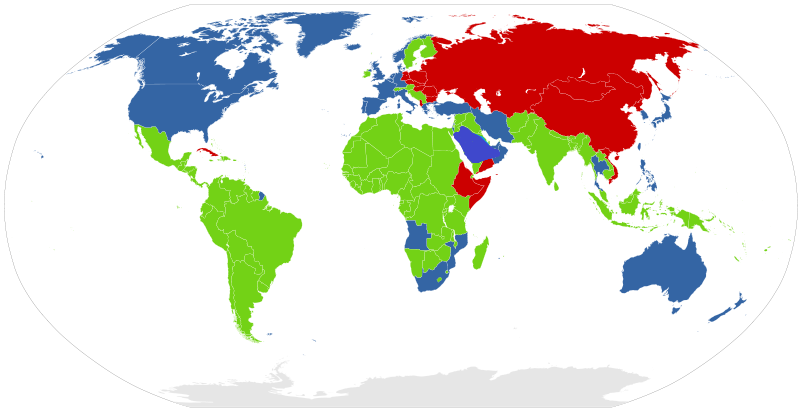
Tři světy během studené války 1. svět: Západní blok vedený Spojenými státy a jejich spojenci 2. svět: Východní blok vedený Sovětským svazem, Čínou a jejich spojenci 3. svět: Nezúčastněné a neutrální země

Termíny Západní a Východní blok byly používány k označení ideologických nepřátel. V terminologii používané komunisty to byly dva nesmiřitelné tábory: kapitalistický (imperialistický) a socialistický (komunistický). Země Západu se samy o sobě nenazývaly blokem, ale spíše západní kulturou nebo západním či svobodným světem. Naopak termín Východní blok byl hojně používán a měl mnoho příbuzných názvů: socialistický blok, komunistický blok, sovětský blok nebo bratrské země.
Rozdíl mezi Západem a Východem spočíval především v řízení hospodářství, v rozmanitosti sociálních norem, etických a estetických pravidel, ale také v konvencích, vztahu k náboženství a víře.
Tato dvě uskupení států nebyla zpočátku číslována, ale řada dalších států nemohla být zařazena ani do jedné skupiny. Například rozvojové země se tak nazývaly třetí svět, a proto se začalo říkat Západnímu bloku první svět a Východnímu druhý svět.

## Studená válka

Železná opona, červeně východní blok, modře západní blok, zeleně Jugoslávie a šedě neutrální země

Studená válka probíhala zhruba v letech 1947–1991. Nazýval se tak stav politického a vojenského napětí mezi komunistickými státy (Sovětským svazem, jeho satelitními státy a spojenci) a západním světem (zejména Spojenými státy americkými a spojenci), které byly odděleny železnou oponou.
Střet mezi Východem a Západem byl interpretován jako ideologický zápas. Západní státy se obávaly, že se Stalin nespokojí s kontrolou sousedních států, ale bude se snažit šířit svoji ideologii a vliv i na další území. Spojené státy a západní Evropa tak začaly uplatňovat politiku zadržování komunismu.
Jednou z cest jak tuto strategii naplnit bylo založení Severoatlantická aliance (North Atlantic Treaty Organization - NATO) v roce 1949 podpisem Severoatlantické smlouvy. Reakcí na zřízení Západoevropské unie a Pařížské dohody umožňující v roce 1954 vstup Západního Německa do NATO bylo v roce 1955 založení vojenské organizace východního bloku Varšavské smlouvy.
Další cestou byla obnova hospodářské životaschopnosti Evropy a její integrace do těsnějšího ekonomického a vojenského seskupení. Z tohoto důvodu šestnáct západoevropských států založilo Organizaci pro evropskou hospodářskou spolupráci (Organisation for European Economic Cooperation - OEEC). Jejím prvním úkolem bylo rozdělovat prostředky plynoucí z Marshallova plánu.

## Marshallův plán

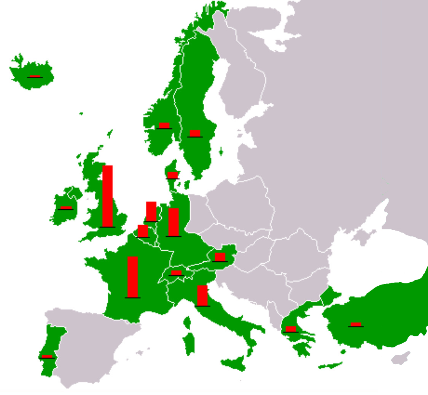
Marshallův plán. Červené sloupce ukazují relativní míru obdržené pomoci.

Evropa byla po válce ekonomicky zničena a potřebovala prostředky k hospodářské obnově. Pomoc přišla v podobě Marshallova plánu. V červnu 1947 jej vyhlásil americký ministr zahraničních věcí George C. Marshall. Pochopil, že se evropské země nacházejí na pokraji ekonomického rozvratu, což by mohlo vést k levicovým a prokomunistickým náladám. K účasti vyzval všechny evropské země bez výjimky, včetně Sovětského svazu.
O návrhu proběhla jednání mezi SSSR (ministr zahraničí Vjačeslav Michajlovič Molotov), Velkou Británií (Ernest Bevin) a Francií (Georges Bidault). Na pokyn z Moskvy však Molotov přerušil jednání pod záminkou, že Marshallův plán znamená omezení suverenity evropských zemí a jejich ekonomické nezávislosti. Konference byla proto přerušena. Marshallův plán tak přijaly jenom země západní Evropy.
Marshallův plán v podstatě zahrnoval pomoc ve formě darů, které tvořilo převážně americké zboží a vybavení. Do ukončení plánu v roce 1952 bylo přerozděleno 17 miliard dolarů, přičemž nejvyšší částka byla poskytnuta Velké Británii. Evropa obnovila svůj výrobní potenciál a téměř dosáhla svého předválečného postavení v mezinárodním obchodu během čtyř let.

## Bipolární svět a jeho zánik
Mezi Západem a Východem probíhala konfrontace v politice, ekonomii, ideologii, kultuře, vědě, sportu a mezilidských vztazích. Nejvýrazněji se projevovala v boji o sféry vlivu. Síly byly poměřovány v mnoha zástupných válkách a ozbrojených konfliktech v rozvojových zemích (například Korea, Vietnam, Angola, Afghánistán). Závody ve zbrojení probíhaly nejenom v konvenčních zbraních, ale i v jaderných. To vedlo k rovnováze založené na strachu ze vzájemného zničení. Proto po čase začala jednání o omezení a snížení počtu strategických jaderných zbraní.
Soutěž ve vědecko-technickém pokroku byla zaměřena hlavně na kosmický výzkum, do kterého byly investovány rozsáhlé materiální, finanční a lidské zdroje. V krátké době to přineslo významné vědecké a technické vynálezy (například balistické rakety nebo špionážní družice).
Zaostávání hospodářství ve Východním bloku vedlo k jeho rozpadu, který nastal v roce 1989. Znamenal rozpad Varšavské smlouvy, RVHP a Sovětského svazu (1991). To vedlo k zániku bipolárního světa a novým vztahům mezi Západem a Východem.